# Saint-Clément (Gard)
Saint-Clément è un comune francese di 299 abitanti situato nel dipartimento del Gard, nella regione dell'Occitania.

## Società

### Evoluzione demografica
Abitanti censiti